# Welf-Guntram Drossel
Welf-Guntram Drossel (* 30. September 1967 in Freiberg) ist ein deutscher Maschinenbauingenieur, der im Bereich der Produktionstechnik tätig ist.

## Leben
Drossel studierte von 1987 bis 1992 Informationstechnik und technische Akustik an der Technischen Universität Dresden. Nach der Promotion mit dem Titel „FEM-Analyse zum Reibungsvorgang beim Ziehen von Profilen“ am Institut für Metallformung der Bergakademie Freiberg 1994 war er ab 1999 am Fraunhofer IWU an den Standorten Chemnitz und Dresden als wissenschaftlicher Mitarbeiter tätig. Dabei baute er das Arbeitsgebiet Adaptronik auf.
Seit 2012 ist er geschäftsführender Institutsleiter am Fraunhofer-Institut für Werkzeugmaschinen und Umformtechnik IWU und seit 2014 zudem Inhaber der Professur Adaptronik und Funktionsleichtbau an der TU Chemnitz. Seit 2019 ist er Präsidiumsmitglied der Fraunhofer-Gesellschaft und gehört seit 2015 dem Hochschulrat der Hochschule Zittau/Görlitz an.
Die DNB listet 102 wissenschaftliche Veröffentlichungen von ihm, Scopus 237 (Stand: November 2022).

## Veröffentlichungen (Auswahl)
- FEM-Analyse zum Reibungsvorgang beim Ziehen von Profilen, Diss. Freiberg 1998

### Als Herausgeber
- 5th International Conference on Accuracy in Forming Technology ICAFT 2015 : 22dn Saxon Conference on Forming Technology SFU 2015, Chemnitz 2015
- FC³ - 1st Fuel Cell Conference Chemnitz 2019 - Saubere Antriebe. Effizient Produziert. Chemnitz 2019
- Chroniksplitter: ein Beitrag zur Geschichte des Fraunhofer-Instituts für Werkzeugmaschinen und Umformtechnik IWU. Chemnitz 2019, ISBN 978-3-95735-116-6
- Karosseriebau im Wandel: 8. Chemnitzer Karosseriekolloquium CBC 2017. Chemnitz 2017, ISBN 978-3-95735-073-2
- Energetisch-wirtschaftliche Bilanzierung – Diskussion der Ergebnisse des Spitzentechnologieclusters eniPROD : 3. Methodenband der Querschnittsarbeitsgruppe „Energetisch-wirtschaftliche Bilanzierung“ des Spitzentechnologieclusters eniPROD. Chemnitz 2014, ISBN 978-3-95735-003-9